# Paranortonia guaranitica
Paranortonia guaranitica är en stekelart som först beskrevs av Berton.  Paranortonia guaranitica ingår i släktet Paranortonia och familjen Eumenidae. Inga underarter finns listade i Catalogue of Life.